# 山水田園派 (唐詩)
山水田園派是唐代詩歌中一支流派，以山川風光和田園景致為題材。他們的作品較多地反映了閒適澹泊的思想情緒，色彩雅淡，意境幽深。

## 時代背景
盛唐時期的國力富強、社會安定，使得文人士大夫的物質生活優裕，為玩山玩水提供了條件。山水田園詩是一種嚮往自然、追求超然獨立的文化心態和崇尚自然的審美趣味。

## 代表詩人與作品

### 孟浩然

#### 知名作品
《春曉》、《過故人莊》、《秋登萬山寄張五》

#### 創作背景
孟浩然由於沒有得到自己夢寐以求的官場生涯，郁郁不得志，開始了自己的田園寫作。雖然留存詩歌不少，但是在成就上卻不及自己的前輩陶淵明，《望洞庭湖贈張丞相》中寫道：「欲濟無舟楫，端居恥聖明。坐觀垂釣者，徒有羨魚情。」在湖畔遇見了丞相，詩歌中瘋狂的暗示自己希望得到提拔，可見沒有陶淵明般的看淡了一切權力。

### 王維

#### 知名作品
《九月九日憶山東兄弟》、《鹿柴》、《相思》、《送別》

#### 創作背景
早年在長安城里當大官，積攢了不少的銀兩。安史之亂之後在朝廷被迫當偽官，叛亂平定後隱居起來，過起了山水的生活。王維在《終南別業》中說：「中歲頗好道，晚家南山陲。興來每獨往，勝事空自知。行到水窮處，坐看雲起時。偶然值林叟，談笑無還期。」從詩作中便可窺見其閒適之情。蘇軾說王維「詩中有畫，畫中有詩。」意思便是詩歌的畫面感很強，王維的畫作中也富有詩意。

### 儲光羲

#### 知名作品
《田家雜興》、《長安道》、《洛陽道》

#### 創作背景
在開元十四年（七二六）中進士，年僅二十，可謂少年得志，同上榜單的有崔國輔、綦毋潛等人。榜發頒授馮翊縣尉，轉氾水、安宜、下邽等地縣尉，好多年仍無法調升，非常失意，乃辭職隱居終南山，不久又出仕太祝，管理天子宗廟事物，人稱「儲太祝」，後升監察御史，不幸安史之亂中被俘，受迫出任偽官。亂平，下獄死於牢中。因他曾被逼擔任偽官，名節受損，因此有礙詩名，其實他的詩充滿田野況味，讀來心清神靜、淡然若怡。從他的〈石子松〉：「盤石青岩下，松生盤石中。冬春無異色，朝暮有清風」四句來看，似乎畫出了一幅風景，靜中有動、習習生風。